# Margrit von Braun
Margrit Cecile von Braun ( 8 de mayo de 1952) es una científica estadounidense, y profesora del Departamento de Ciencias Ambientales, Universidad de Idaho. Hasta su jubilación trabajó allí. Es la hija segunda de Maria y Wernher von Braun (1912-1977).
Estudió en el Oberlin College de la Universidad de California en Los Ángeles y el Instituto de Tecnología de Georgia con una licenciatura en biotecnología. Y en 1989, defendió su tesis doctoral por la Universidad Estatal de Washington.
Con motivo del aniversario del natalicio centenario, de su padre, dio un discurso en Huntsville, Alabama el 23 de marzo de 2012.

## Literatura
- Michael J. Neufeld. Von Braun. Dreamer of Space, Engineer of War. Alfred A. Knopf, New York 2007, ISBN 978-0-307-26292-9; en alemán, Múnich 2009, ISBN 978-3-88680-912-7